# Pohronská Polhora
Pohronská Polhora este un sat și o comună în districtul Brezno din regiunea Banská Bystrica aflată în centrul Slovaciei.

## Demografie
| An:                | 1994 | 2004   | 2014   | 2024   |
| ------------------ | ---- | ------ | ------ | ------ |
| Număr de persoane: | 1592 | 1707   | 1768   | 1678   |
| Diferență:         |      | +7,22% | +3,57% | −5,09% |

| An:                | 2023 | 2024   |
| ------------------ | ---- | ------ |
| Număr de persoane: | 1689 | 1678   |
| Diferență:         |      | −0,65% |